# Monastir
Monastir (sardinski: Muristèni) je grad i općina (comune) u pokrajini Južnoj Sardiniji u regiji Sardiniji, Italija. Nalazi se na nadmorskoj visini od 81 metar i ima 4 567 stanovnika.
 Prostire se na 31,79 km². Gustoća naseljenosti je 144 st/km².
Susjedne općine su: Nuraminis, San Sperate, Serdiana, Sestu, Ussana i Villasor.